# جمال‌الدین الشیال
جمال‌الدین الشیال (۲۷ ژوئن ۱۹۱۱ - ۲ نوامبر ۱۹۶۷) مورخ و مصحح مصری و استاد تاریخ اسلام بود. او در ۲۷ ژوئن ۱۹۱۱ در دمیاط متولد شد. دکترای تاریخ خود را از دانشکده هنر دانشگاه اسکندریه در سال ۱۹۴۷ میلادی گرفت. او به عنوان وابسته فرهنگی در سفارت مصر در مراکش کار می‌کرد.